# Herpele squalostoma
Herpele squalostoma é uma espécie de anfíbio gimnofiono da família Caeciliidae. Está presente nos Camarões, República Centro-Africana, Congo, República Democrática do Congo, Guiné Equatorial, Gabão e Nigéria.